# Долганский сельсовет
Долга́нский сельсове́т — муниципальное образование со статусом сельского поселения и административно-территориальное образование в Крутихинском районе Алтайского края России. Административный центр — село Долганка.

## География
Расположено в 20 км к юго-востоку от Крутихи. Рядом с селом находится Алеусский бор, обитают лиса, заяц, волк, лось. Климат Долганки континентальный. Средняя температура января -21 °C, июля +22 °C. Годовая норма атмосферных осадков- 370-410 мм.

## Население
| 1997  | 1998  | 1999  | 2000  | 2001  | 2002  |
| ----- | ----- | ----- | ----- | ----- | ----- |
| 2038  | ↘2030 | ↗2049 | ↘2043 | ↘2005 | ↘1797 |
| 2003  | 2004  | 2005  | 2006  | 2007  | 2008  |
| ↘1770 | ↘1741 | ↘1675 | ↗1699 | ↘1639 | ↘1617 |
| 2009  | 2010  | 2011  | 2012  | 2013  | 2014  |
| ↘1608 | ↘1472 | ↘1465 | ↘1387 | ↘1332 | ↘1329 |
| 2015  | 2016  | 2017  | 2018  | 2019  | 2020  |
| ↘1323 | ↘1288 | ↘1278 | ↗1292 | ↘1285 | ↘1263 |
| 2021  |       |       |       |       |       |
| ↘1256 |       |       |       |       |       |

Гендерный состав
По результатам Всероссийской переписи населения 2010 года, численность населения муниципального образования составила 1472 человека, в том числе 703 мужчины и 769 женщин.

## Населённые пункты
В состав сельского поселения входит один населённый пункт — село Долганка.